# Kim Soo-Nyung
Kim Soo-Nyung (en coreano: 김수녕; 5 de abril de 1971) es una deportista surcoreana que compitió en tiro con arco, en la modalidad de arco recurvo.
Participó en tres Juegos Olímpicos de Verano entre los años 1988 y 2000, obteniendo seis medallas: dos oros en Seúl 1988, oro y plata en Barcelona 1992 y oro y bronce en Sídney 2000. Ganó cuatro medallas de oro en el Campeonato Mundial de Tiro con Arco al Aire Libre, en los años 1989 y 1991.

## Palmarés internacional
| Juegos Olímpicos                 | Juegos Olímpicos     | Juegos Olímpicos  | Juegos Olímpicos |
| Año                              | Lugar                | Medalla           | Prueba           |
| -------------------------------- | -------------------- | ----------------- | ---------------- |
| 1988                             | Seúl (Corea del Sur) | Medalla de oro    | Individual       |
| 1988                             | Seúl (Corea del Sur) | Medalla de oro    | Equipo           |
| 1992                             | Barcelona (España)   | Medalla de oro    | Equipo           |
| 1992                             | Barcelona (España)   | Medalla de plata  | Individual       |
| 2000                             | Sídney (Australia)   | Medalla de oro    | Equipo           |
| 2000                             | Sídney (Australia)   | Medalla de bronce | Individual       |
| Campeonato Mundial al Aire Libre |                      |                   |                  |
| Año                              | Lugar                | Medalla           | Prueba           |
| 1989                             | Lausana (Suiza)      | Medalla de oro    | Individual       |
| 1989                             | Lausana (Suiza)      | Medalla de oro    | Equipo           |
| 1991                             | Cracovia (Polonia)   | Medalla de oro    | Individual       |
| 1991                             | Cracovia (Polonia)   | Medalla de oro    | Equipo           |